# 高橋通敏
高橋 通敏（たかはし みちとし、1914年（大正3年）3月18日 - 1989年（平成元年）4月6日）は、日本の外交官、国際政治学者、外交評論家。位階は正三位。

## 経歴・概要
熊本県出身。熊本士族・高橋守雄の二男。1933年（昭和8年）旧制五高文科乙類を経て、東京帝国大学法学部、ミュンヘン大学を卒業し、その後外務省に入省する。
1957年（昭和32年）外務省条約局長。1960年（昭和35年）、参議院日米安全保障条約等特別委員会では政府委員として答弁に立ち、在日米軍に対して日米地位協定によって敢えて治外法権的立場を付与したと答弁した。1966年（昭和41年）スウェーデン駐箚特命全権大使。外務省研修所長を経て、1970年（昭和45年）エジプト駐箚特命全権大使などを歴任した。
退官後は、1973年（昭和48年）から日本国際問題研究所理事長を務めた。1984年勲二等旭日重光章受章。1985年からは創価大学教授を務めた。
1989年、急性白血病のため死去。叙正三位。

## 人物
国際政治や外交に関する著書、訳書も多い。父は警視総監の高橋守雄。妻は新田帯革製造所（現ニッタ）代表新田宗一の二女。

## 著作

### 著書
- 『安全保障の考察』（1956年、ASIN B000J4Q4Z2）
- 『安全保障序説』（1960年、有斐閣、ASIN B000JAOY9E）
- 『現代国家と外交政策』（1975年、有信堂、ASIN B000J9JOUE）
- 『中東戦争―歴史と教訓』（1978年、国際問題新書、日本国際問題研究所、ASIN B000J8OZZE）
- 『国際経済条約資料（1）日米友好通商航海条約.関税及び貿易に関する一般協定』（1978年、新有堂、ASIN B000J8AXMI）
- 『国際政治とヨーロッパ―西ドイツを中心として』（1982年、弘生書林、ISBN 479524703X、ISBN-13 978-4795247031）

### 訳書
- ソ連科学アカデミー『ソビエト国際法の基礎理論』（1971年、有信堂、ASIN B000J9JYWM）
- ソ連科学アカデミー『ソビエト国際法（2）―基本的原則とその分野』（1974年、有信堂、ASIN B000J9I4T6）
- E.E.カルヴァレイ『イスラムの世界』（1975年、有信堂]ASIN B000J9ASTA）
- 『現代国家と外交政策』（1975年、有信堂、ASIN B000J9JOUE）
- A.J.Ryder『ドイツ政治・外交史（1）―ビスマルクからブラントまで』（1980年、新有堂、ASIN B000J86EVW）
- A.J.Ryder『ドイツ政治・外交史（2）―ビスマルクからブラントまで』（1981年、新有堂、ASIN B000J7VN64）
- A.J.Ryder『ドイツ政治・外交史（3）―ビスマルクからブラントまで』（1984年、新有堂、ASIN B000J790KU）